# 京山華千代
（初代）京山 華千代（きょうやま はなちよ、1904年（明治37年）8月11日 - 1983年（昭和58年）1月7日）は、大正・昭和期の浪曲師。本名、山本華子。

## 来歴
佐賀県の生まれ、祭文語りの東三光の養女で初代春野百合子は姉にあたる。幼少から浪曲に親しみ、1916年5月に北九州門司の稲荷座に京山二葉で初舞台。大阪の天満国光席を拠点とし国光女流団で22歳まで所属し活躍、大正末に京山華千代と改名。傾倒していた3代目鼈甲斎虎丸の元で厳しい稽古を受け、1927年に一座を結成し渡米、この時、生で見た「喜劇王」チャップリンが感動をしたという。二代目京山華千代に名代を譲る。1952年に一線を退き時折、研究会や大会に出演した。
文芸浪曲の大家として、冨士月子、初代春野百合子らと共に競い合い、女流浪曲の一時代を築いた。得意の演題は「番町皿屋敷」「父帰る」など。

## 弟子
- ジョウサンズ
- 華井新